# Харрисон, Элвин
Элвин Леонардо Харрисон (англ. Alvin Leonardo Harrison; род. 20 января 1974, Орландо, Флорида) — американский легкоатлет (бег на короткие дистанции), чемпион и призёр летних Олимпийских игр, участник двух Олимпиад.

## Биография
На летних Олимпийских играх 1996 года в Атланте Харрисон выступал в беге на 400 метров и эстафете 4×400 метров. В первом виде он пробился в финал, где с результатом 44,62 секунды занял четвёртое место и остался за чертой медалистов. В эстафете команда США (Ламонт Смит, Элвин Харрисон, Дерек Миллс, Антуан Мэйбенк, Джейсон Роузер), за которую Харрисон бежал на втором этапе, завоевала золотые медали с результатом 2:55,99 секунды, опередив сборные Великобритании и Ямайки.
На следующей Олимпиаде в Сиднее Харрисон снова выступал в тех же дисциплинах. В беге на 400 метров Харрисон пробежал дистанцию за 44,40 секунды и занял второе место, уступив своему соотечественнику Майклу Джонсону (43,84 с), и опередив представителя Ямайки Грега Хафтона (44,70 с). Команда США, участвовавшая в эстафете 4×400 метров, и за которую выступал Харрисон, была дисквалифицирована.
Его брат-близнец Кэлвин Харрисон также является известным бегуном на короткие дистанции, участником летних Олимпийских игр 2000 года в Сиднее.